# 凌姫II〜妖しく蠢く淫謀の円舞曲〜
『凌姫II〜妖しく蠢く淫謀の円舞曲〜』（りょうきツー あやしくうごめくいんぼうのロンド）は、2005年10月28日にPsy-chsより発売された日本のアダルトゲームである。

## 概要
『凌姫〜淫らに響く復讐の円舞曲〜』の続編。
『フェニキア皇国』の皇女3姉妹を様々な手を使って堕落させるアドベンチャーゲーム。

## あらすじ
フェニキア皇国と、前作の舞台で皇国の隣にある国・エストゥール王国の緊張がとかれぬ中、フェニキア皇王とセラフィーナ第2皇妃が病に伏し、第2皇妃が亡くなった。
生死の境を彷徨う皇王の病状や皇宮の様子から呪術の使用が疑われ、疑いをもたれた者たちが投獄されていった。
事態打開のため、レティーシア皇女とイリア皇女によって皇宮警護部隊が結成され、その舞台には主人公である下級騎士レオンもいた。
ある日、レオンはある女から皇の血を引いていることを告げられ、皇位簒奪の野望を果たすべく、現皇族たちと事件の真犯人たちを潰していくことにした。

## 登場人物
レオン・マイヤー
主人公。かつては宰相の子であったが、父が反乱を起こしたため、その生い立ちから力への渇望が激しかった。
エストゥールとの戦いの最前線に立っていたところ、戦友であるイリアの推薦で皇宮警護隊に所属することになった。
レティーシア
声 - こむら菜々
フェニキア皇国の皇女で、皇位継承権は第2位。
自らの若さを戒めつつも、混乱の収拾に力を出している。
イリア
声 - 彩世ゆう
フェニキア皇王とセラフィーナ第2皇妃の娘で、皇位継承権は第4位。
ミーティア
声 - 北都南
フェニキア皇国の皇女で、皇位継承権は第3位だが、レティーシア皇女とイリア皇女より幼い。活発で好奇心が強く、侍女には異国の出身者もいる。
アレク（アレクセイ）
声 - 桜川未央
フェニキア皇国の皇子で、皇位継承権は第1位。まだ幼いところがあり、姉のレティーシアには補佐してもらっている。
ユリエル
声 - かわしまりの
皇宮のメイドを務める女性だが、実は暗殺組織の一員で、レオンに皇位簒奪を唆した。
シャーリーン
声 - 広森なずな
皇女達の世話に長年携わってきた女性で、司祭長と女官長も務めている。
キョウ
声 - 青川ナガレ
東方出身の奴隷で、ミーティアの侍女。
マルティナ
声 - 北都南
ルディ
声 - かわしまりの
イリアの親衛隊の隊員である南方出身の女性。かつてはエストゥールとの戦いに送り込まれた傭兵だったが、イリアのおかげで現在の地位にいる。
メリッサ
声 - 桜川未央
イリアの親衛隊の隊員。名門貴族の出だが、騎士にあこがれて騎士団に入った経緯がある。

## 関連商品
小節
- 凌姫II 妖しく蠢く淫謀の円舞曲 パンプキンノベルス

著:空我綺羅、挿絵:藤井一葉、ISBN 4861461006、2006年3月11日発売、イーグルパブリシング刊